# Greiserwerke

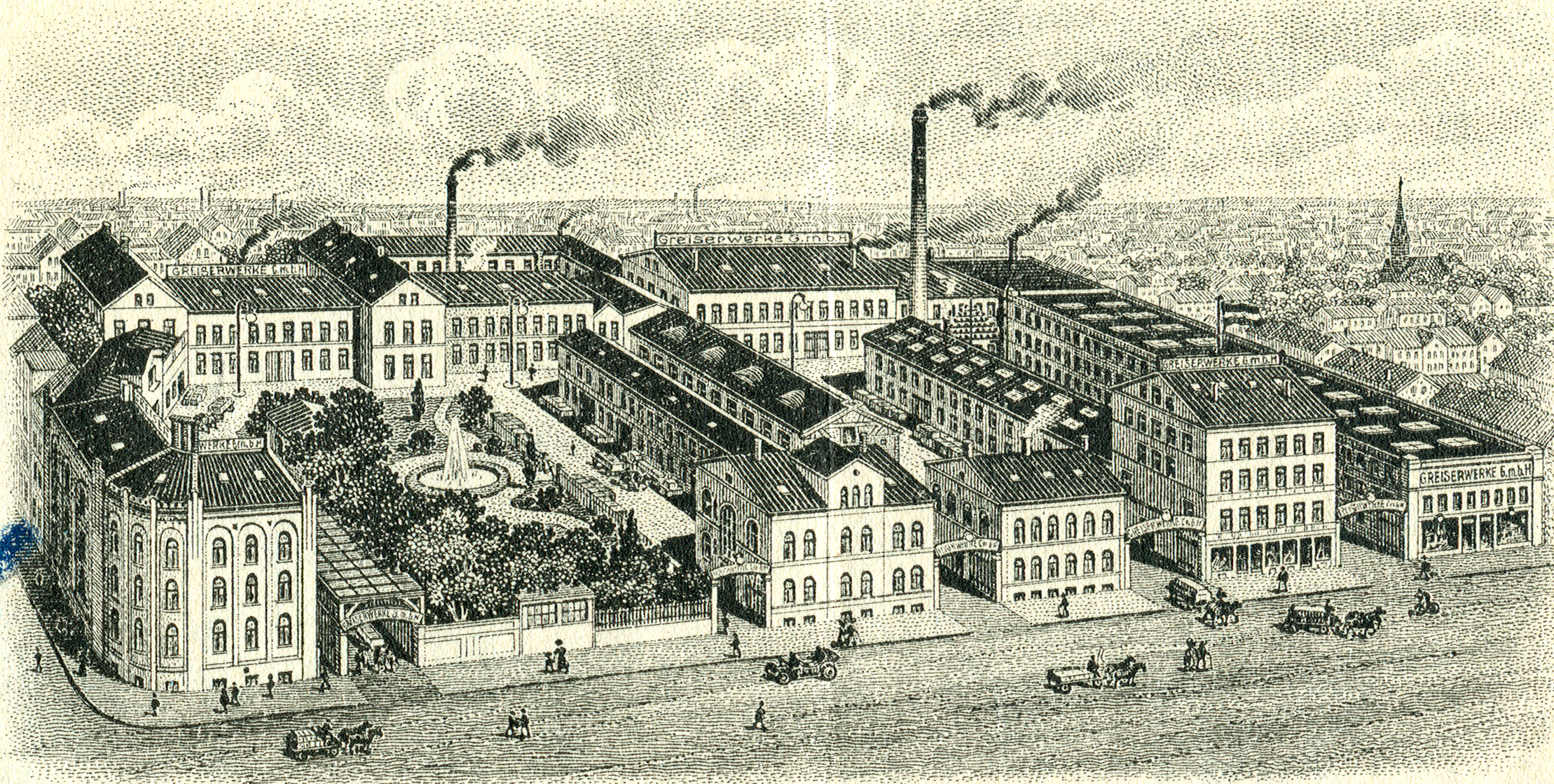
Um 1920: Die Greiserwerke GmbH in der Angerstraße von Hannover;
Vogelschau auf dem Briefkopf eines 1923 datierten Rechnungsvordrucks

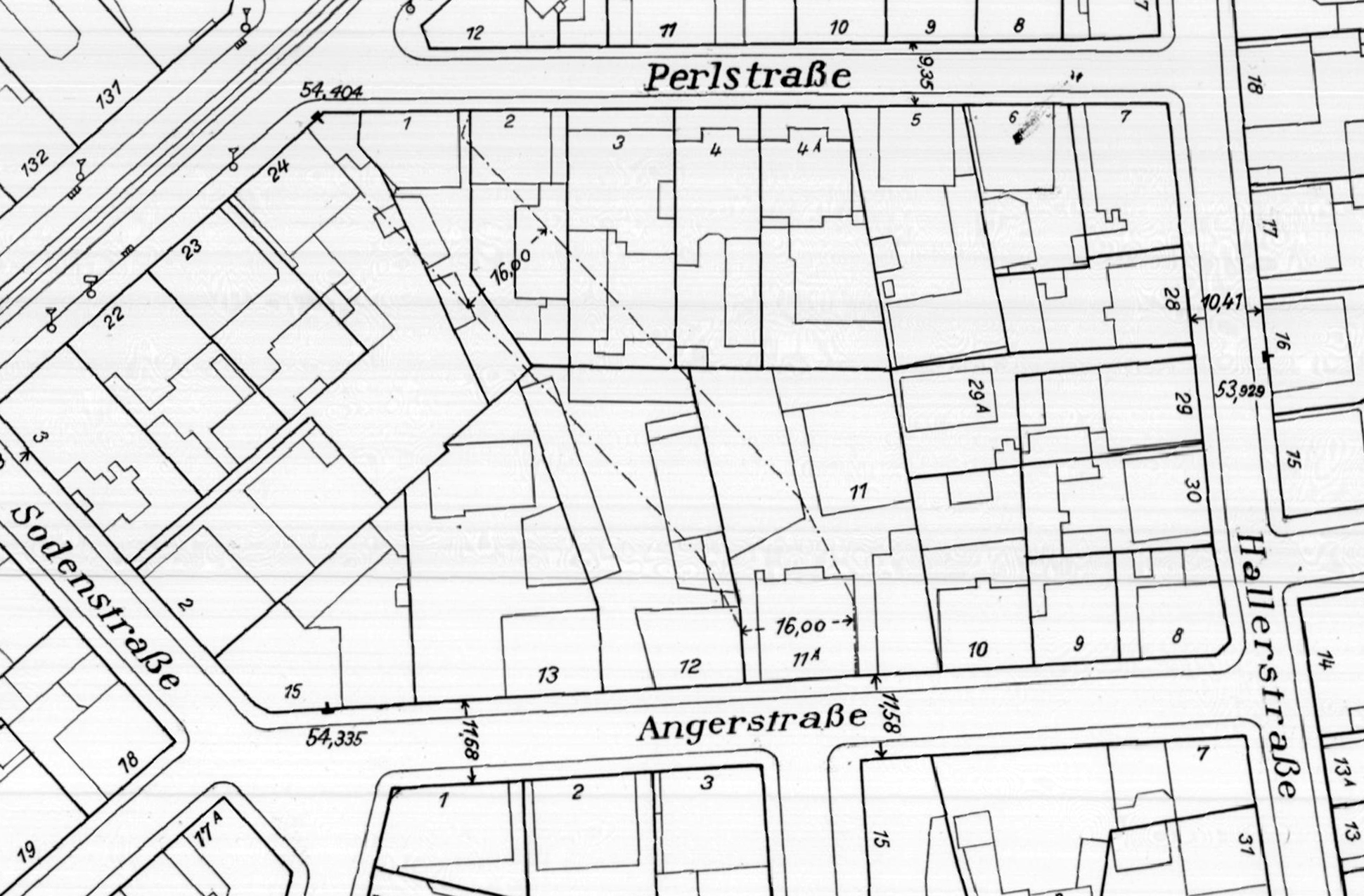
1934: Häuserblock Angerstraße, Sodenstraße, Perlstraße und Hallerstraße, in dem die Greiserwerke neben metallenen Dichtungen auch technische Öle und Fette anboten;
Stadtplan Hannover (Ausschnitt) mit Gebäude-Umrissen und Hausnummern; Stadtbauamt Hannover, November 1934

Die Greiserwerke waren ein Unternehmen in Hannover, das in der ersten Hälfte des 20. Jahrhunderts vor allem technische Dichtungen produzierte, die in der Industrie zur Abdichtung beispielsweise von Dampfmaschinen oder Kompressoren benötigt wurden. Standort der Produktionsanlagen war ein Grundstück an der Angerstraße in der hannoverschen Oststadt.

## Geschichte
Die Greiserwerke wurden im Jahr 1900 oder 1901 als erstes von mehreren Unternehmen des später in der Erdölwirtschaft expandierenden Unternehmers Georg Greiser gegründet, anfangs jedoch mit einem Bruder oder mehreren Brüdern unter der Firma Gebr. Greiser. Diese unterhielten im Jahr 1906 noch eine Metalldreherei auf dem Grundstück Kronenstraße 6.
Die Gebrüder Greiser, die neben dem technischen Geschäft für Lagermetalle eine für die aufkommende Automobilindustrie auch eine Öl- und Fettfabrik betrieben, erhielten am 13. Mai 1907 für ihre Produkt-Bezeichnung „Greisol“ eine Eintragung als Schutzmarke.
Während des Ersten Weltkriegs beschäftigten die in der Rechtsform einer GmbH agierenden Greiserwerke, die für ihre Spezialprodukte „eine Art Monopolstellung“ innehatten, zeitweilig bis zu 1099 Kriegsgefangene. Die – verglichen mit anderen kriegswichtigen Betrieben im Raum Hannover – „enorm hohe Zahl an Kriegsgefangenen“ hängt mutmaßlich mit den in dieser Branche vergebenen Aufträgen für die Rüstungsindustrie zusammen.
Nach und nach hatte der als Kaufmann tätige Georg Greiser, der 1917 für sich privat das Haus Fischerstraße 1 an der Ecke zum Königsworther Platz erworben hatte, weitere Gebäude an der Angerstraße erworben.
Zu Beginn der Weimarer Republik zogen sich die Fabrikgebäude und das Kontor über die Grundstücke Angerstraße 11 bis 15 hin. Dort vermieteten Greiser oder die Greiserwerke an Privatleute und andere Unternehmer, aber auch an verbundene Unternehmen wie die Ölhandlung der Gebrüder Greiser, die Ölraffinerie und chemische Fabrik Dollbergen, die Niedersachsen GmbH, die Erdölgesellschaft Cerberus, die Hatege Tiefbohrungsgesellschaft, die Erdölgesellschaft Schwüblingen oder die Hannoversche Mineralölverkaufsgesellschaft.
In den 1920er Jahren bewarben die Greiserwerke ihre Stopfbüchsen-Packungen und offerierten als Spezialität ihre „Greisol-Universal-Baumwoll-Pollux-Packung“. Angeboten wurden metallene Linsen- und Kammer-Packungen sowie geflochtene Packungen für Hochdruck-Dichtungs-Platten, Mannlochringe sowie Rohr- und Flanschendichtungen. Etwa in jenen Jahren war der in Berlin-Charlottenburg wohnende Major Max Langer Mitinhaber der hannoverschen Greiserwerke.
In der Zeit des Nationalsozialismus wurden um 1934 die von Greiser produzierten Packungen aus Ramie-Garn für chemische Apparaturen empfohlen, die länger als gleichartige der Reibung ausgesetzte Verbindungen wie etwa aus Hanf oder Baumwolle aufwies: Die elastische, sogenannte „Greisol-Gummi-Schnur“ enthielt einen „Paragummikern“; die Ramie-Fasern waren durch ein Spezialfett so fest verbunden, dass „eine Trennung bei normalen Temperaturen kaum möglich“ war.
1938 wies die Gummi-Zeitung die Greiserpackung GmbH als einzige Bezugsquelle für Stopfbüchsenpackungen aus.
Spätestens im Zweiten Weltkrieg war die Stadt Hannover Eigentümerin der Gebäude Angerstraße 11–15 geworden, lediglich unter der Hausnummer 12 agierte während der Luftangriffe auf Hannover im Jahr 1943 nun noch die Greiserpackung GmbH. Das Unternehmen Gebrüder Greiser, dessen Inhaber nun Hans Greiser war, bewarb Treiböle, Schmieröle und Fette nun im Haus Steintorfeldstraße 37, in dem im selben Jahr auch das Unternehmen Georg Greiser-Bergbau (mit Bergwerk in Dollbergen) ihren Verwaltungssitz hatte. Die beiden Kaufleute Georg und Hans sowie der Chemiker Rudolf Greiser wohnten nun nur noch zur Miete in dem ebenfalls in das Eigentum der Stadt Hannover übergegangen Wohnhaus Fischerstraße 1.
Nach der Befreiung vom NS-Regime wurde die im Handelsregister beim Amtsgericht Hannover eingetragene Greiserwerke GmbH am 23. August 1949 gelöscht.
In den 1970er Jahren waren Dichtungen und Dichtungsmaterialien bei der Greiserpackung GmbH im Haus Heiligerstraße 17 zu erhalten.
Unter der Adresse Am Klagesmarkt 18 in Hannover residierte Anfang des 21. Jahrhunderts die mit der Despina Grundstücksgesellschaft mbH (Hannover) und dem Geschäftsführer Greiser und der Stadt Hildesheim verbundene Greiserpackung high profit and more GmbH.